# Pattugliatore

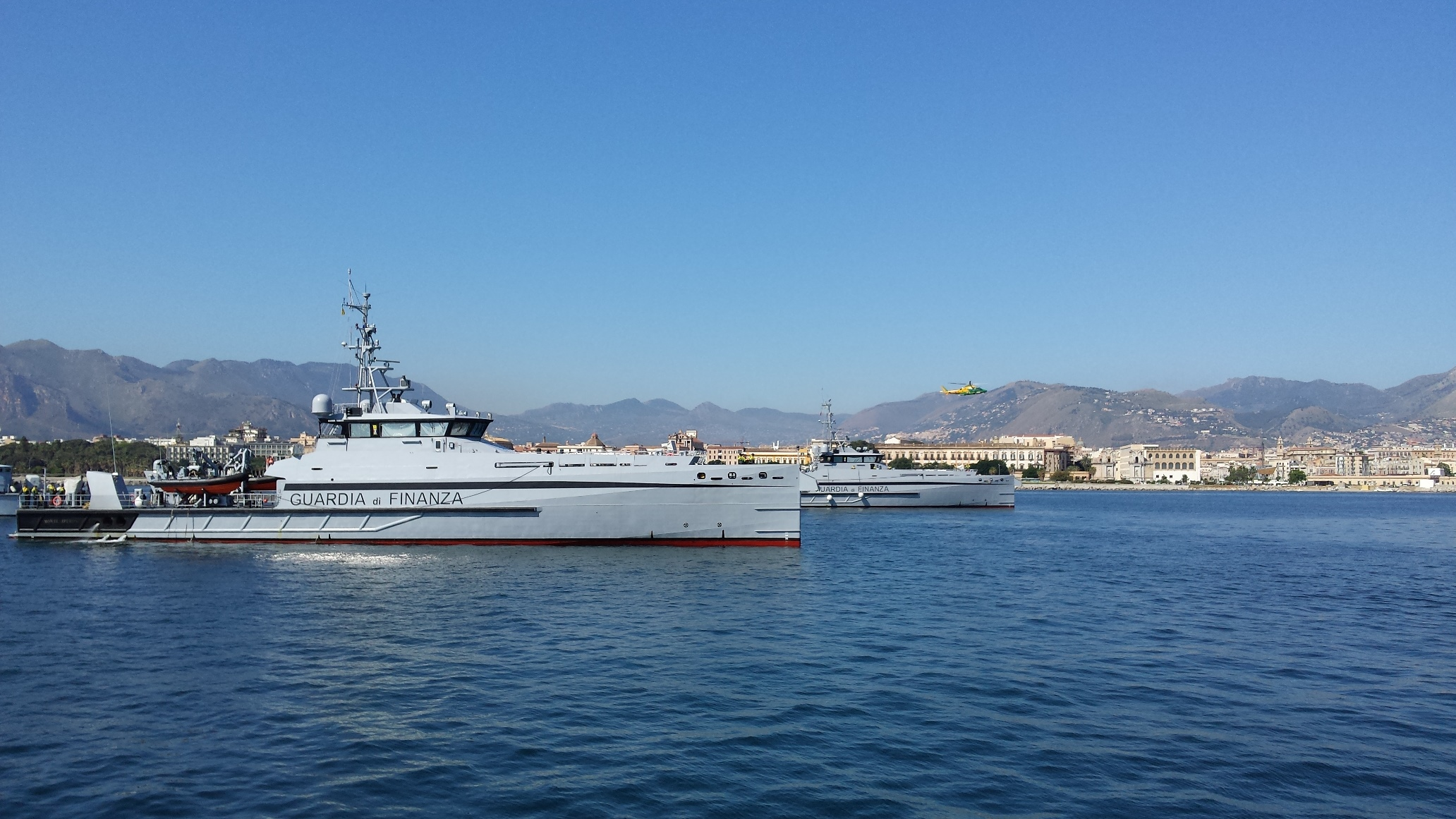
I più recenti pattugliatori multiruolo varati per la Guardia di Finanza, il Monte Sperone e, alle spalle, il Monte Cimone.

Il pattugliatore è un'unità navale specializzata, come il nome lascia intendere, in compiti di pattugliamento, ovvero adibita o concepita per compiti di sorveglianza marittima specificamente della zona economica esclusiva.
Generalmente i pattugliatori sono dati in dotazione alla marina militare, alla guardia costiera o alle forze di polizia per essere impiegati nel pattugliamento marittimo, d'altura o costiero, o fluviale, nonché in vari ruoli di protezione delle frontiere marittime comprese le attività antidroga, anti-contrabbando, anti-pirateria, di vigilanza pesca e per l'applicazione della legge in materia di immigrazione; spesso i pattugliatori partecipano anche alle operazioni di ricerca in mare e di salvataggio. Anche se generalmente non sono dotati di mezzi antisommergibile, in alcune configurazioni possono venire impiegati come cacciasommergibili.

## Caratteristiche
Originariamente si trattava di unità navali militari divenute obsolete, a cui era stato sbarcato l'armamento bellico e le dotazioni elettroniche, ridotto l'equipaggio e migliorati gli alloggiamenti per consentire una migliore vita di bordo e conseguentemente pattugliamenti prolungati delle aree marine di competenza. In tempi recenti si è assistito all'allestimento di navi specificamente concepite per questo tipi di servizio, che uniscono alcune caratteristiche costruttive proprie delle unità militari a quelle tipiche delle unità mercantili, allo scopo di diminuire i costi di gestione, facilitare la navigazione prolungata e imbarcare personale meno specializzato di quello occorrente per unità più complesse originariamente concepite per il combattimento. In molti casi il ruolo di pattugliatore è svolto da unità litoranee veloci.
La lunghezza dello scafo, nelle più piccole unità di questo tipo, è generalmente di circa 30 metri (100 piedi); di solito le unità sono equipaggiate con un cannone di piccolo o medio calibro come armamento principale e alcune mitragliere come armamento leggero secondario. A seconda del ruolo, le navi di questa categoria possono essere dotate di più sofisticati sensori e sistemi di controllo del fuoco che permettono loro di lanciare siluri e/o missili anti-nave o terra-aria. La maggior parte dei pattugliatori sono dotati di apparati motore CODAG o CODOG con turbina a gas che consentono velocità in genere di 25-30 nodi. In tempi di crisi o di guerra queste unità possono coadiuvare le unità maggiori in compiti di scorta. 
Le loro piccole dimensioni e i costi di gestione relativamente bassi rendono queste unità tra le più comuni, e in quasi tutte le marine operano dei pattugliatori che sono utili in piccoli mari, come il Mare del Nord, ma anche in bacini chiusi e semichiusi come il Mediterraneo e negli spazi oceanici. 
I pattugliatori possono essere classificati secondo il loro impiego in IPV o Inshore Patrol Vessel, destinati al pattugliamento di acque interne fluviali o lacustri, LPV o Litoral Patrol Vessel destinati al pattugliamento costiero e OPV o Offshore Patrol Vessel per il pattugliamento d'altura anche attraverso missioni di lunga durata.
Tra le unità destinate al pattugliamento di acque interne vi sono le Patrol Boat, River degli Stati Uniti, un progetto di piccole motovedette destinate a pattugliare le acque dei grandi fiumi.
Nella United States Navy il ruolo di pattugliatore costiero è stato anche affidato agli aliscafi classe Pegasus, armati di missili ed un simile ruolo è stato coperto nella Marina Militare italiana dagli aliscafi classe Sparviero, dotati di missili OTOMAT.

## Dimensioni
La stazza di queste unità si è evoluta nel tempo, e può variare tra le oltre 200 tonnellate per i pattugliatori costieri (le cui dimensioni sono di poco superiori a quelli di una motovedetta o di una motocannoniera) e le 1000 dei pattugliatori d'altura (l'equivalente di una corvetta), come la classe Comandanti, per arrivare alle 2.500 tonnellate dei pattugliatori di squadra della classe Soldati. In effetti, per i pattugliatori d'altura l'impiego è quello delle corvette, eccettuata l'incapacità di operare contro sommergibili, in quanto spesso ospitano impianti di lancio per missili antiaerei e l'armamento di artiglieria ha sia capacità antinave che antiaeree. Le unità OPV possono anche avere in dotazione un elicottero imbarcato.
Nella Marina Militare sono classificati OPV le unità della classe Comandanti, che sono anche state impiegate nel Corno d'Africa nella lotta contro la pirateria somala, e le unità della classe Cassiopea che sono inquadrate nel COMFORPAT e sono dotate anche di un hangar per ospitare un elicottero, mentre sono classificati IPV le unità del "X Gruppo Navale" della classe Sentinella che hanno operano negli Stretti di Tiran.

## Galleria d'immagini

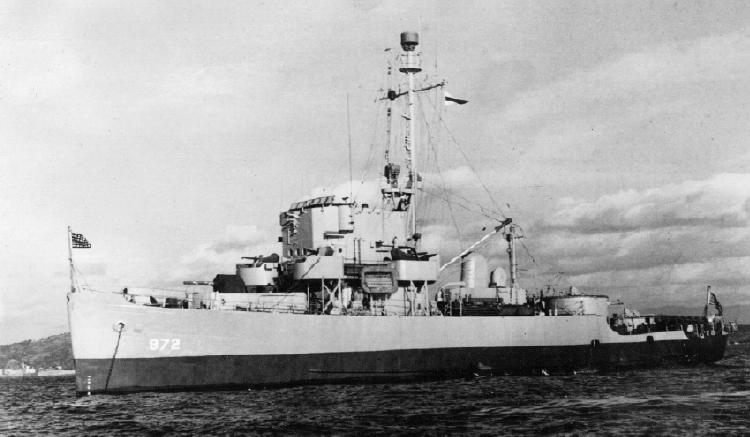
Il PCE-872, un motoscafo pattugliatore della seconda guerra mondiale della US Navy
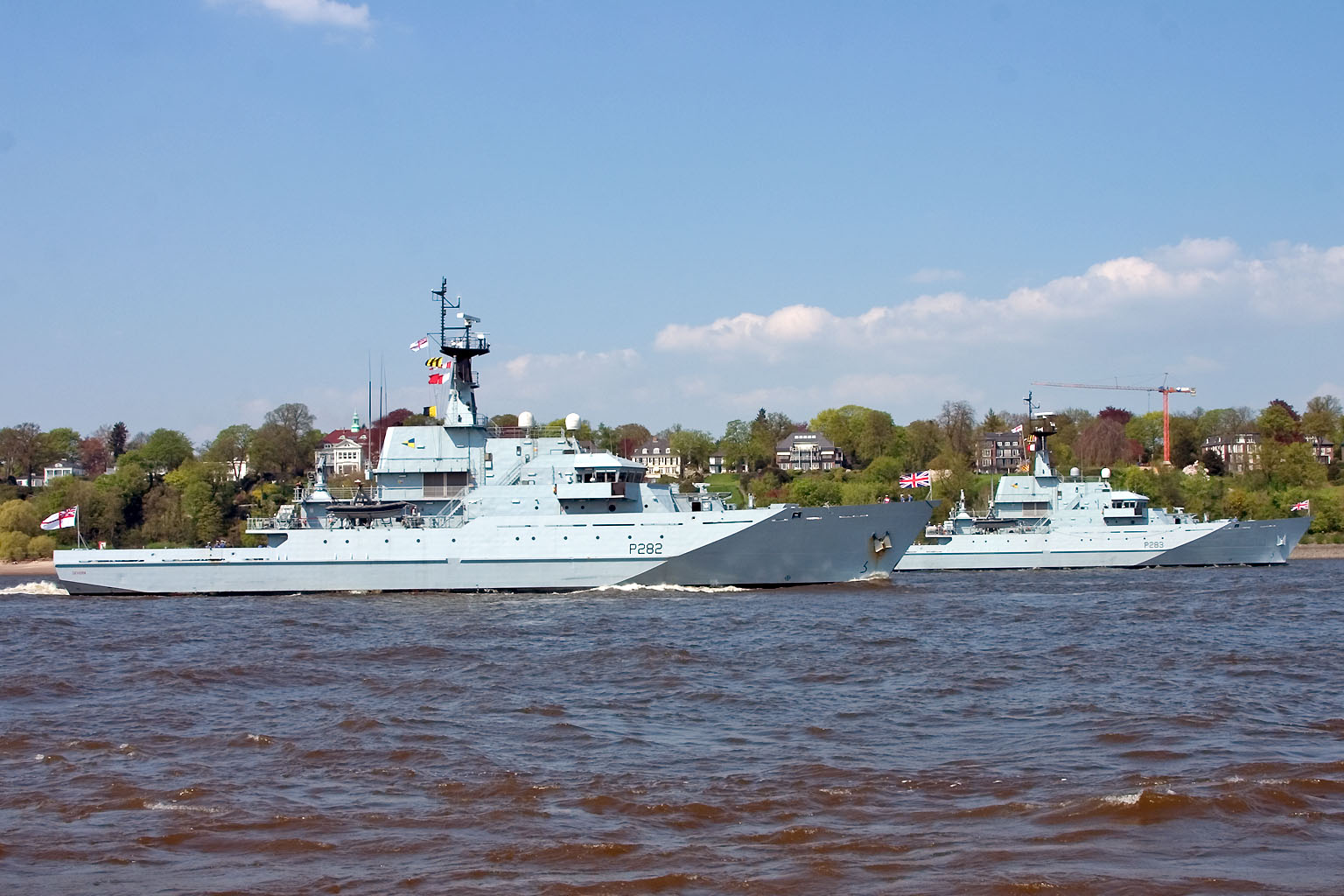
Le HMS Severn e HMS Mersey, due pattugliatori d'altura della classe River della Royal Navy
Il pattugliatore italiano Sirio
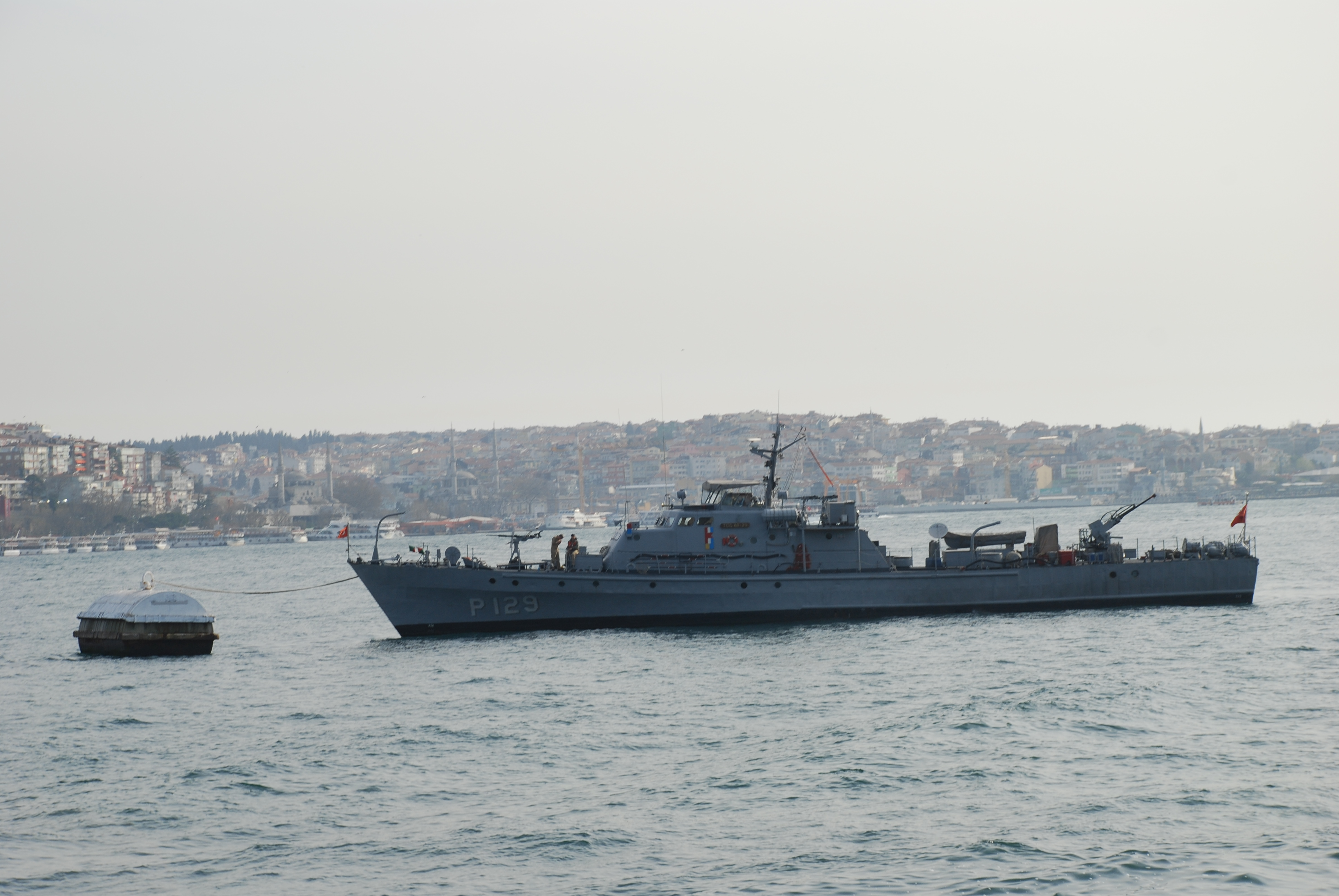
AB 29, pattugliatore della marina militare turca
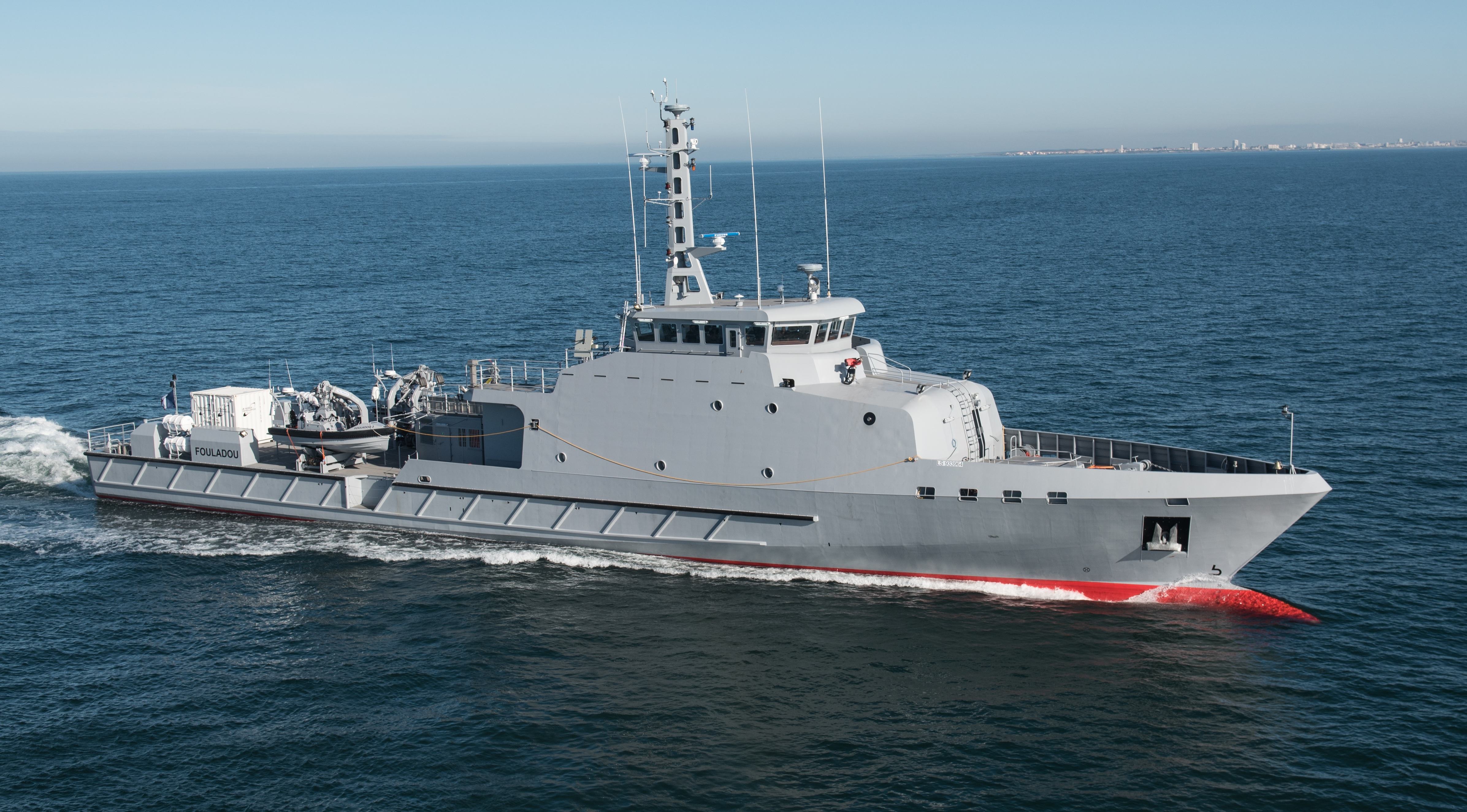
OPV 190 Fouladou della marina militare senegalese